# Otto Meyer (Industrieller, 1867)
Otto Meyer (* 22. März 1867 in Münden; † 3. September 1932 in Kufstein) war ein deutscher Ingenieur und Manager.

## Ausbildung
Otto Meyer, Sohn eines Stadtbaurates, besuchte nach dem Gymnasium in Wolfenbüttel die Technische Hochschule Karlsruhe und die Technische Hochschule Braunschweig. In Karlsruhe wurde er Mitglied der Burschenschaft Germania (heute Teutonia). Zur weiteren beruflichen Ausbildung besuchte Meyer die Industriegebiete in Deutschland, in der Schweiz, in Österreich und in Italien.

## Beruflicher Werdegang
Nach seiner Ausbildung war Otto Meyer in der Stettiner Chamottefabrik und in den Gas- und Wasserwerken in Essen und Köln tätig. 1900 übernahm er die Leitung der Gasanstalt Charlottenburg. Drei Jahre später wurde er Leiter der Dortmunder AG für Gasbeleuchtung. 1916 wurde er Leiter der AG für Gas und Elektrizität in Köln, und 1918 des Städtischen Wasserwerks in Dortmund. Dieses vereinigte Meyer mit dem benachbarten Kreiswasserwerk Hörde zur Dortmunder Wasserwerksgesellschaft mbH.
1929 verließ Otto Meyer den Vorstand der Dortmunder AG für Gasbeleuchtung, und wechselte in dessen Aufsichtsrat. Er war weiterhin Vorstandsmitglied des Gaswerks für die vereinigten Hellwegs-Gemeinden AG in Dortmund, und der AG Vulkan in Köln-Ehrenfeld.
Meyer war Mitglied des Aufsichtsrats der G. Kromschröder AG in Osnabrück, der AG für Gas und Elektrizität Köln und Berlin, der Wirtschaftlichen Vereinigung Deutscher Gaswerke (Gaskoks-Syndikat) in Frankfurt am Main und der Westfalenhalle AG in Dortmund.

## Vereine und Ehrungen
Otto Meyer engagierte sich in der Vorständen der Zweigvereine des Deutschen Vereins von Gas und Wasserfachmännern, unter anderem als Vorsitzender. Er war Vorsitzender des Dampfkessel-Überwachungs-Vereins in Dortmund, und des Westfälischen Bezirks-Vereins Deutscher Ingenieure.
Otto Meyer war Ehrenmitglied des Verbandes Deutscher Licht- und Wasserfachbeamten und Inhaber der Großen Plakette der Stadt Dortmund. Er war seit 1893 Mitglied der Wolfenbütteler Freimaurerloge Wilhelm zu den drei Säulen.